# トワと神樹の祈り子たち
『トワと神樹の祈り子たち』（トワとしんじゅのいのりごたち、英題：Towa and the Guardians of the Sacred Tree）は、ブラウニーズが開発しバンダイナムコエンターテインメントより発売されるゲームソフト。対応プラットフォームはNintendo Switch・PlayStation5・Xbox Series X/S・PC（Steam配信）。Switch・PS5・Xbox版は2025年9月18日、PC版は同年9月19日に発売予定。

## 概要
バンダイナムコエンターテインメントの新規IPゲームタイトルとして2025年6月7日配信の「Summer game fest 2025」にて正式発表された。
内容は和風ファンタジー世界観によるローグライト型アクションアドベンチャーゲームで、役割の異なるキャラクターを同時に操作するゲームシステムを特徴としている。
ゲームモードのひとつ「刀鍛冶モード」ではスタッフの取材に基づき、水へしや火造りといった実際の鍛冶工程に沿った刀作成をミニゲームとして体験できる。

## ゲームシステム
拠点活動とダンジョン攻略が基本的なゲームフローとなる。
ツルギカグラ
前衛担当の「ツルギ」と後衛担当の「カグラ」の2人1組でキャラクターを操作するシステム。
プレイヤーは基本的にツルギを操作し、カグラは自動追従する形となるがボタン切り替えにより同時操作が可能。
ツルギとカグラは個別の攻撃手段を持ちプレイヤーによる任意発動が可能。
ツルギ
性能の異なる2種の刀（本差・脇差）で攻撃する。一方の刀を使い続けると切れ味が落ち性能が低下するためそれぞれを使い分ける必要がある。
カグラ
火・水・風・金・土の属性による法術を使用する。法術は直接攻撃の他にツルギの強化や敵への妨害効果も持つものも存在する。
拠点
祈り子達の強化やパッシブスキルの取得が可能。前述の「刀鍛冶モード」も拠点内で行う。
拠点では操作キャラクターがトワに固定される。
時の進行
ダンジョン最奥部のマガツの眷属（ボスキャラクター）を倒すことでマナが返還されシンジュの里の時が進行していくシステム。
時の進行によって里が発展しキャラクターの成長や老いが発生する。

## 登場キャラクター

### プレイアブルキャラクター
シンジュの守護者・トワ
声 - 小原好美
本作の主人公。里の守護者である不死の神の子。
不屈の剣豪・レッカ
声 - 小清水亜美

宿怨の漂流者・シギン
声 - 岡本信彦

静寂の研究者・アカズ
声 - 笠間淳

奇骨な旅人・オリガミ
声 - 花守ゆみり

徳行の求道者・ニシキ
声 - 杉田智和

猛進する仕事人・ムツミ
声 - ファイルーズあい

老境の熟達者・コロウ
声 - 釘宮理恵

目一杯の努力・バンプク
声 - 集貝はな

### サブキャラクター
レイリ
声 - 宮沢きよこ

サク
声 - 朴璐美

タンゾウ
声 - 後藤光祐

フトウ
声 - 間宮康弘

ケンラン
声 - 新谷真弓

カンロ
声 - 高森奈津美

ケイ
声 - 折笠富美子

イッカン
声 - 松岡美里

## 作中用語・設定
シンジュの里

マガツ

ツルギ

カグラ